# Pepe Carabias
José Carabias Lorenzo, conocido como Pepe Carabias (Madrid, 23 de abril de 1947), es un actor español de cine, televisión y teatro, así como actor de doblaje de series y películas.

## Biografía
Popular en España sobre todo por sus apariciones en televisión, medio en el que ha estado presente desde los años sesenta. En su extenso currículum profesional, él mismo dice: «Me considero un animal televisivo» y «después de 46 años de experiencia profesional, estoy dispuesto a aprender todo lo que los demás estén dispuestos a enseñarme, y con la misma ilusión y afición que tenía en 1963».
Muy condicionado por su físico (pequeña estatura y voz de eterno adolescente) en la elección de papeles, se ha dedicado sobre todo a la comedia y a los espacios infantiles, siendo una parte indispensable del doblaje de voz de numerosos productos de animación, así como de cine y otros medios. Su carrera como actor de doblaje es muy prolífica y reconocible, siendo una de las voces más representativas de la distribuidora Arait Multimedia. Entre sus roles se cuentan el de los personaje de Benji Price de Campeones, Usopp en One Piece, Genta Kojima en Detective Conan, J.P. en Digimon Frontier, Jack Wallside en Inazuma Eleven, Timmy en Winx Club, y Smee en su spin-off World of Winx, algunos personajes de Gintama, así como Zozo en Guardianes de la Galaxia o el protagonista homónimo de Moomin; también fue durante una temporada la voz española de El Pájaro Loco.
Tras haber intervenido en diversos espacios de Televisión Española en papeles secundarios (como en Un, dos, tres... responda otra vez y en El pícaro), comienza a cobrar popularidad en la temporada 1977-1978, cuando interpreta a Luis Ricardo, un remedo del monstruo de Frankenstein para el público infantil en el programa El monstruo de Sanchezstein, junto a María Luisa Seco y Pedro Valentín.
En los años siguientes compagina televisión con cine, interviniendo en comedias como Polvos mágicos (1979), El liguero mágico (1981), Todos al suelo (1981), Cristóbal Colón, de oficio... descubridor (1982) de Mariano Ozores o La avispita Ruinasa (1983), de José Luis Merino. Otras películas: La busca, Las salvajes en Puente San Gil, Quiero soñar, El vendedor de ilusiones, Esclava te doy, Plauto, R2 y el caso del cadáver sin cabeza, No quiero perder la honra, Piernas arriba, Sangre de mayo de José Luis Garci, etc.
En la pequeña pantalla tras copresentar junto a Ángel Quesada el concurso Lápiz y papel (1981-1982), en el papel de Adjunto al presentador, se dedica plenamente a los espacios infantiles.
Su característico tono de voz le permite dar vida a sendos muñecos en los programas para niños de Televisión Española Dabadabada (1983-1984) -Paco Micro- y El kiosko (1984-1986) -Pepe Soplillo-. Ha sido el único actor español que trabajó con Jim Henson poniendo la voz y la vida a Pepe Soplillo, un "teleñeco" creado especialmente para él, para TVE en el programa El kiosko.
Tras participar en series de televisión como Éste es mi barrio (1996-1997), Arévalo y Cía, ¿Quién da la vez?, Lleno, por favor, Farmacia de guardia y Los ladrones van a la oficina, entre otras, recupera en muy buena medida su popularidad al interpretar el papel de El Papa, un patriarca gitano, en el espacio de humor Cruz y Raya.com (2000-2004), del dúo Cruz y Raya en TVE. Posteriormente, repetiría personaje en las películas ¡Ja me maaten...! (2000) y Ekipo Ja (2007), ambas de Juan Muñoz. 
En 2010 rodó Clara no es nombre de mujer de Pepe Carbajo.
En teatro ha intervenido en numerosos montajes como Los habitantes de la casa deshabitada (1998), de Enrique Jardiel Poncela; Cyrano de Bergerac (2000), con Manuel Galiana, Don Juan Tenorio (2000) en el Teatro Español, Melocotón en almíbar (2005), de Miguel Mihura, Vamos a contar mentiras (2010), de Alfonso Paso, Eloísa está debajo de un almendro de Jardiel Poncela.
En 2011 hace aparición en la exitosa serie de TVE Águila Roja interpretando al padre de Saturno, el escudero del héroe. En 2012 apareció en un cameo en la 6.ª temporada de La que se avecina, interpretando a un entrenador de boxeadores en «Un boxeador campeón, unos genes prodigiosos y un mini-papuchi».
En 2014 hace aparición en Cuéntame como pasó en el capítulo 3 de la temporada 16, interpretándose a sí mismo en el año 1983, manejando un teleñeco.

## Obra

### Teatro
- Los físicos (1965), de Friedrich Dürrenmatt.
- Aventuras de Tom Sawyer (1970), según la novela de Mark Twain.
- Los habitantes de la casa deshabitada (1998), de Enrique Jardiel Poncela.
- Cyrano de Bergerac (2000).
- Don Juan Tenorio (2000) en el Teatro Español.
- Melocotón en almíbar (2005), de Miguel Mihura.
- Vamos a contar mentiras (2010), de Alfonso Paso.
- Extraño anuncio (2012), de Adolfo Marsillach.
- Eloísa está debajo de un almendro de Jardiel Poncela.

### Cine
- Historias de la televisión (1965)
- Las salvajes en Puente San Gil (1966)
- La busca (1966)
- Polvos mágicos (1979),
- El liguero mágico (1981),
- Es peligroso casarse a los 60 (1981),
- Todos al suelo (1981),
- Cristóbal Colón, de oficio... descubridor (1982) de Mariano Ozores.
- La avispita Ruinasa (1983), de José Luis Merino.
- Las salvajes en Puente San Gil.
- Quiero soñar.
- El vendedor de ilusiones.
- Esclava te doy.
- Plauto.
- R2 y el caso del cadáver sin cabeza.
- No quiero perder la honra.
- Piernas arriba.
- Sangre de mayo de José Luis Garci.
- ¡Ja me maaten...! (2000)
- El cinquillo de la muerte (2005 - Cortometraje) de Álvaro Arciniega.
- Ekipo Ja (2007).
- Clara no es nombre de mujer (2010) de Pepe Carbajo.
- CORONAVIRUS: La Nueva Normalidad en el Ocio Familiar (2020 - Documental) de Francisco Álvarez.
- Bodegón con fantasmas (2024) de Enrique Buleo.

### Televisión
- La familia Colón (1967)
- Cuentopos (1974)
- Mision Rescate
- Un, dos, tres... Responda otra vez (1976)
- El pícaro
- El monstruo de Sanchezstein (1977).
- Lápiz y papel, presentador (1981-1982).
- Dabadabada (1983-1984), como Paco Micro (programa infantil).
- El kiosko como Pepe Soplillo (1984-1986).
- Éste es mi barrio (1996-1997)
- Arévalo y Cía
- ¿Quién da la vez?
- Lleno, por favor
- Farmacia de Guardia
- Los ladrones van a la oficina
- Cruz y Raya.com, como El Papa
- Águila Roja.
- La que se avecina (2012)
- Cuéntame como pasó (2014).

### Actor de doblaje
- Hugo, personaje del juego televisivo de Telecinco de España en los años noventa que participó en programas como Hugolandia.
- "Timmy (Novio de Tecna) Winx Club"
- Alicia en el país de las maravillas (Conejo Blanco)
- Bakugan (Máscara)
- Bobobo (Tendero, Señor Hámster, Destapeman y Plinton)
- Conan, el niño del futuro (voces adicionales)
- D'Artacan y los tres mosqueperros (Niño de la aldea)
- Detective Conan (Genta Kojima, Shuichi Akai y Detective Chiba)
- Digimon Data Squad (Koki, Kudamon y Blossomon)
- Valhalla (1986 film) (Tjalvi)
- Lupin III: El Oro de Babilonia (Lupin III)
- Digimon Frontier (J.P., Arbormon, Petaldramon y Duskmon)
- Digimon Tamers (Guilmon)
- El Pájaro Loco
- El osito Misha (Gato montés)
- Érase una vez... el hombre (Gordito)
- Érase una vez... el espacio (Metro/Copito)
- Eriko (Javier Uchida)
- Guardianes de la Galaxia (Zozo)
- Hamtaro (Roberto)
- El juego de Hugo (Hugo)
- Idaten Jump (Hosuke)
- Inazuma Eleven (Jack Wallside/Heigoro Kabeyama)
- Kamen Rider: Dragon Knight (Trent)
- Los Simpson (Jay Sherman)(episódico)
- Lupin III (doblaje de 2008; Príncipe Adam)
- Magical Doremi (Masaru Yada, Kimitaka, Leon Sokuryoku y el Padre de Aiko)
- Masters del Universo (Mekanek)
- Moomin (Moomin)
- Nadja (Thierry Rothschild y Abel Geiger)
- Oliver y Benji (Benji Price)
- One Piece (Usopp, Kobi, Seto y Hoop Slap)
- Super Cerdita (Harley Hoover)
- Totally Spies (Arnold)
- Transformers Armada (Hot Shot)
- Transformers Energon (Unicron, Alpha Q y Hot Shot)
- Tsubasa: Crónicas de Sakura (Sorata)
- U.F.O. Baby (Guau Miau y Sanda Kurosu)
- Winx Club (Timmy y WizGiz)
- Zorori (Pierre)
- El Señor Rossi busca la Felicidad (Pinocho y Gato con botas)
- Los sueños del Señor Rossi (Avestruz sin plumas)
- Punky Brewster (Eddie)
- El retorno de D'Artacan (Pantuflo)
- Los Trotamusicos (Rat Rater)